# SMS Elsass
O SMS Elsass foi um couraçado pré-dreadnought operado inicialmente pela Marinha Imperial Alemã e depois também pela sucessora Marinha do Império. Foi a segunda embarcação da Classe Braunschweig, depois do SMS Braunschweig e seguido pelo SMS Hessen, SMS Preussen e SMS Lothringen. Sua construção começou em maio de 1901 nos estaleiros da Schichau-Werke e foi lançado ao mar em maio de 1903, sendo comissionado na frota alemã em novembro do ano seguinte. Era armado com uma bateria principal composta por quatro canhões de 283 milímetros, tinha um deslocamento de mais de catorze mil toneladas e alcançava uma velocidade máxima de dezoito nós.
O Elsass serviu com a principal força da frota alemã durante seus primeiros anos de serviço. Neste período suas principais atividades consistiram exercícios e manobras de rotina, mais visitas diplomáticas para diversos portos estrangeiros. Ele foi descomissionado em 1913 por ser considerado obsoleto diante dos novos couraçados dreadnought, porém foi reativado logo no ano seguinte depois do início da Primeira Guerra Mundial. Operou como navio de defesa de costa no Mar do Norte na proteção do litoral alemão e também no Mar Báltico, participando em agosto de 1915 da Batalha do Golfo de Riga contra a Frota do Báltico russa, quando enfrentou o couraçado Slava.
Escassez de tripulações e ameaça de submarinos britânicos forçaram a Marinha Imperial a tirar o Elsass de serviço no meados de 1916 e colocá-lo na reserva, com a embarcação passando o restante do conflito como um um navio-escola para cadetes. A guerra terminou em 1918 e o Tratado de Versalhes permitiu que os alemães mantivessem o Elsass, sendo modernizado entre 1923 e 1924. Depois disso serviu na nova Marinha do Império da República de Weimar, realizando exercícios de rotina e várias viagens internacionais como no início de sua carreira. Foi descomissionado pela última vez em fevereiro de 1930 e mantido inativo até ser descartado em 1935 e desmontado em 1936.